# Göttinger Senioren-Convent

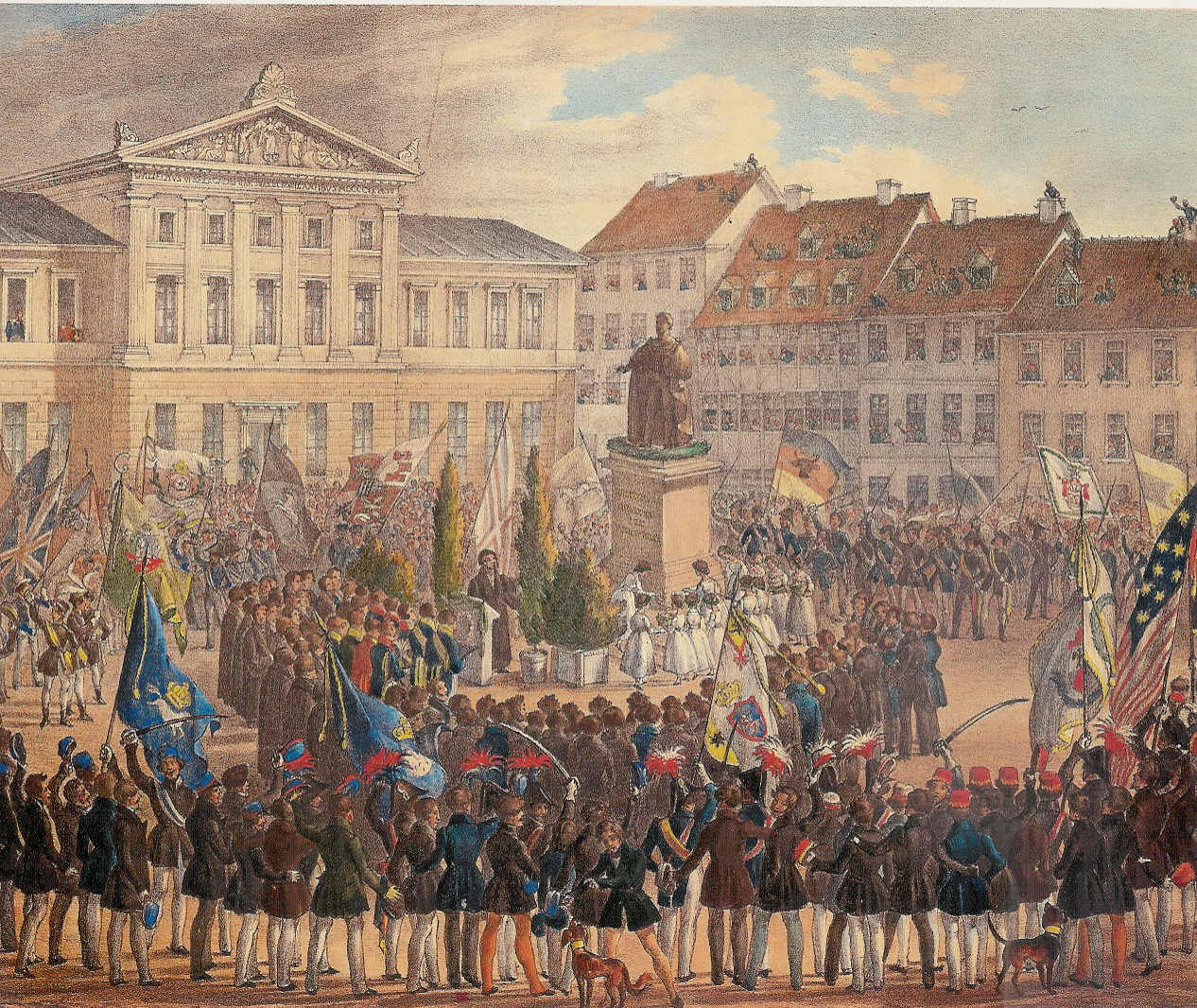
Göttinger Corps bei der 100-Jahrfeier (1837)

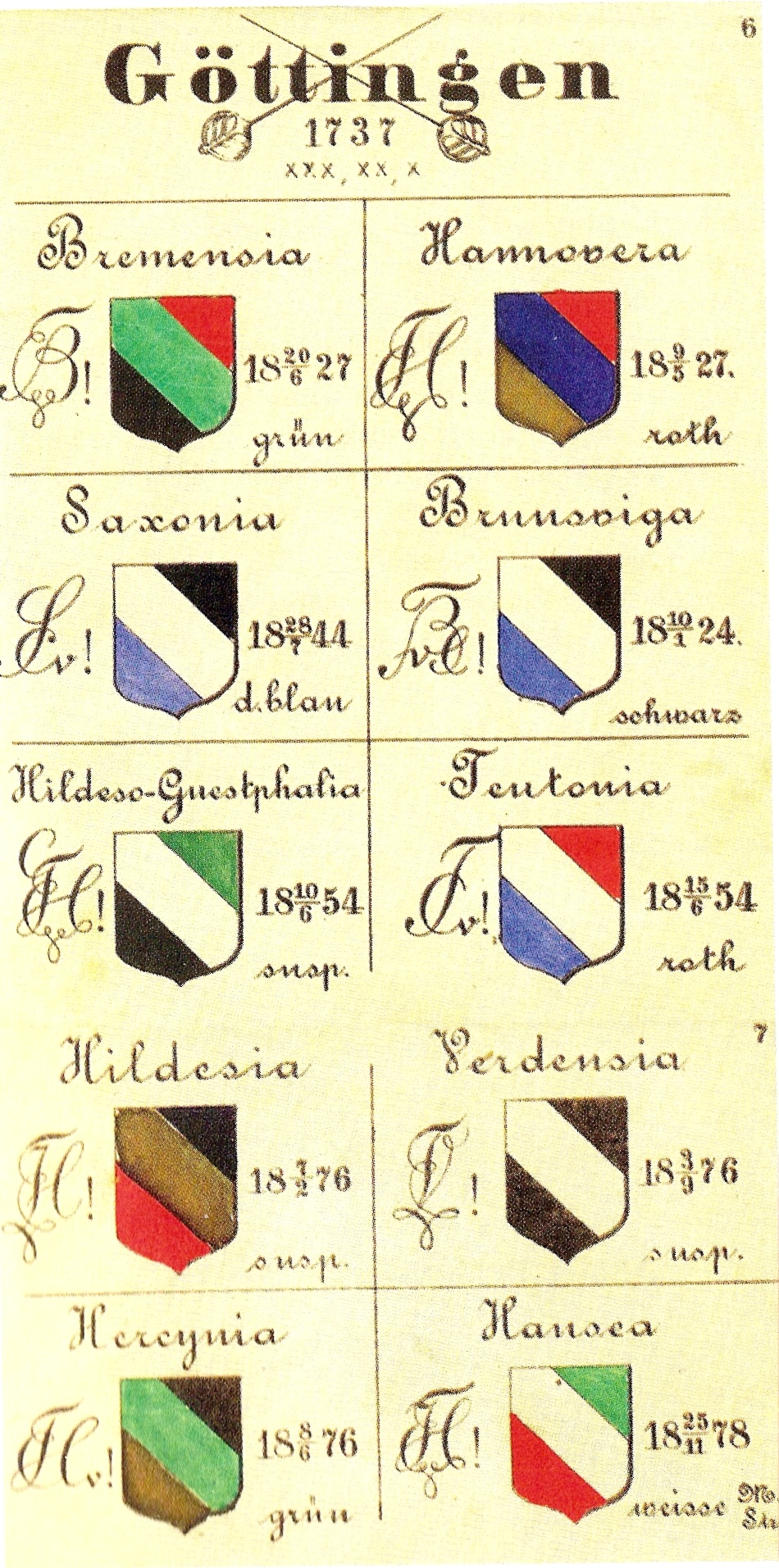
Göttinger SC (1881)

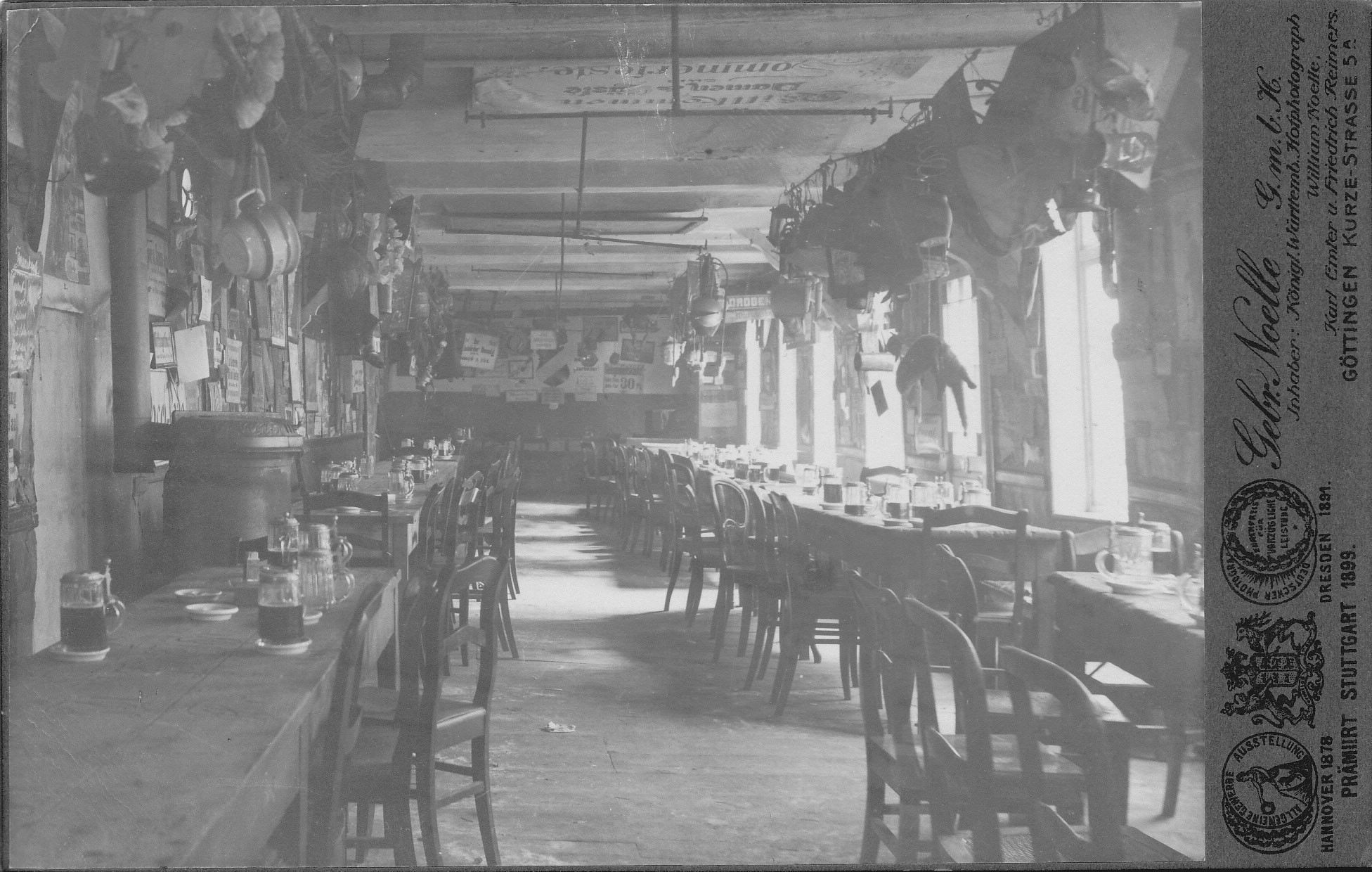
Alte Fink – Kneiplokal des Göttinger SC bis zum Ersten Weltkrieg

Der Göttinger Senioren-Convent ist der Senioren-Convent an der Georg-August-Universität Göttingen. Er ist Gründungsmitglied des 1848 gegründeten Kösener Senioren-Convents-Verbands (KSCV).

## Geschichte

### Gründung und erster Comment
Der erste überlieferte Göttinger SC-Comment wurde im Frühjahr 1809 mit dem Titel „Allgemeiner Komment der Göttinger Burschenschaft“ von vier Corpslandsmannschaften unterzeichnet. Bei den Unterzeichnern handelte es sich um die Guestphalia, die mit der Rhenania vereinigte Hannovera, die mit der Pomerania vereinigte (baltische) Ruthenia und die mecklenburgische Vandalia. Der Comment limitierte die Anzahl der Corpslandsmannschaften an der Göttinger Universität auf maximal fünf. Fünfte Corpslandsmannschaft wurde im Sommer 1809 die Ostfrisia. Nach Annahme dieses SC-Comments von 1809 wurde Karl Gustav Fabricius aus Stralsund von den Ruthenen erster Generalsekretär des Göttinger Senioren-Convents; er wurde als solcher Anfang Juli 1809 seitens der Universität consiliert.
Am 15. März 1809 wurden erstmals SC-Meldungen zur Personalstärke erstellt; sie geben den Mitgliederstand der einzelnen Corps wieder, soweit sie sich erhalten haben. Dieser Göttinger SC schuf 1809 auch einen Paukcomment. Durch die Gendarmen-Affäre und die damit einhergehenden Untersuchungen des Prorektors Gustav von Hugo und des Generaldirektors des öffentlichen Unterrichts bei Regierung des Königreichs Westphalen in Kassel Justus Christoph Leist kamen die Aktivitäten der Corps in Göttingen weitgehend zum Erliegen. Erst unter dem Prorektor Thomas Christian Tychsen wurden sie im Wintersemester 1810/11 wieder aufgenommen.
Im November 1811 kam es zu neuerlichen Ermittlungen der akademischen Behörden gegen die Corps, nachdem ein Pfeifenkopf mit den Namen von 33 Mitgliedern der Vandalia beschlagnahmt worden war. Aufgrund dieser Untersuchungen tarnten sich die im Göttinger SC zusammengeschlossenen Corps immer wieder gegenüber der Universität als harmlose Clubbs von Studenten gleicher landsmannschaftlicher Herkunft. Am 2. April 1813 wurde der SC-Comment von den inzwischen sieben Göttinger Corpslandsmannschaften neu gefasst.
In dem Buch des 1811 immatrikulierten Göttinger Corpsstudenten Daniel Ludwig Wallis aus dem Jahre 1813 über das Leben an der Göttinger Universität findet man folgende Erläuterungen über den Comment, das Gesetzbuch der Studenten:
„Wir alle sind Brüder und einander gleich!“ Dies ist der Wahlspruch der Studenten, das Motto der academischen Freyheit. Wenn man gleich in neueren Zeiten aus mehreren Gründen die alte Freyheit einschränken zu müssen glaubte, so sind doch noch die übrigen Reste bedeutend genug, um eine Republik im kleinen zu bilden und zuzulassen. Republiken, wie sie in der Geschichte der Völker bekannt sind, konnten nie so sehr dem Ideale gleich kommen, wie dies bey der freien, unabhängigen Burschenwelt Statt findet. – Der Comment ist das Grundgesetz, welches die Verhältnisse der Studenten gegen einander bestimmt. Wer den Comment recht inne hat, weiß, was er als Student thun und lassen muss; wer dawider handelt, wird zurecht gewiesen, und, bessert er sich nicht, verachtet. Daß derselbe noch manche überspannte Begriffe von Ehre usw. hat, muß man mit dem militairischen Zeitgeiste einigermaßen entschuldigen. Der Zukunft ist die fernere Aufklärung aufbehalten! Alle Mittel, mit Gewalt ihr vorzuarbeiten, verfehlten den gehofften Zweck.
Heinrich Heine, der sich während seines Studiums in Göttingen dem Corps Guestphalia und damit dem SC anschloss, beschrieb das Auftreten der landsmannschaftlich organisierten Studenten in Göttingen im Jahre 1824 wie folgt:

„Einige behaupten sogar, die Stadt sei zur Zeit der Völkerwanderung erbaut worden, jeder deutsche Stamm habe damals ein ungebundenes Exemplar seiner Mitglieder darin zurückgelassen, und davon stammten all die Vandalen, Friesen, Schwaben, Teutonen, Sachsen, Thüringer usw., die noch heutzutage in Göttingen, hordenweis, und geschieden durch Farben der Mützen und der Pfeifenquäste, über die Weenderstraße einherziehen, …“

Eine gute Darstellung des Göttinger SC um 1825/26 ist in der 1829 in New York erschienen Reisebeschreibung Norddeutschlands von Henry Edwin Dwight enthalten.

### Viele Corps in den 1820er Jahren
In den 1820er Jahren rekonstituierten sich viele Corps, es gab auch viele Neugründungen. Ein SC-Comment aus dem Jahre 1825 listet 17 Corps in der Reihenfolge ihrer Gründung auf:
- Curonia (grün-blau-weiß)
- Vandalia (rot-gold)
- Bremania (weiß-rot)
- Teutonia (hellblau-rot)
- Holsatia (rot-weiß-rot)
- Hassia (grün-rot-weiß)
- Guestphalia (grün-schwarz-weiß)
- Hamburgia (weiß-rot-weiß)
- Bado-Württembergia (hellblau-rot-weiß)
- Borussia (weiß-schwarz)
- Helvetia (grün-rot-gelb)
- Hildesia (rot-gelb)
- Thuringia (rot-schwarz-weiß)
- Brunsviga (schwarz-blau-weiß)
- Ostfrisia (blau-schwarz-rot-gold)
- Lunaburgia (rot-blau-weiß)
- Bremensia (grün-schwarz-rot)

Ein SC-Comment aus dem Wintersemester 1828/29 nennt sogar 19 Corps. In dieser Liste fehlen die oben aufgeführten Teutonen und Hamburger. Zusätzlich sind aufgeführt:
- Nassovia (orange-blau-weiß)
- Hannovera (rot-blau-gold)
- Hercynia (schwarz-blau-gelb)
- Oldenburgia (blau-rot-gold)

Dies ist eine extrem hohe Zahl von Mitgliedsverbindungen im SC, die vorher und nachher nicht wieder erreicht wurde. Auch von anderen Universitäten Deutschlands ist eine so hohe Zahl von SC-Corps nicht bekannt. Göttingen war damals mit seinen etwa 500 bis 1.000 Studenten eine europaweit vergleichsweise große Universität.

### Schwere Verfolgungen in den 1830er Jahren
Aufgrund der politischen Unruhen zu Beginn der 1830er Jahre und besonders der „Göttinger Revolte“ (auch „Göttinger Revolution“) vom 8. Januar 1831 unter Führung des Privatdozenten von Rauschenplat, eines Mitgliedes des Corps Hildesia, verstärkte sich der Druck der Behörden gegen die Corps in diesen Jahren massiv. So werden in den Protokollbüchern des Jahres 1837 nur noch vier aktive Corps des Göttinger SC genannt: Brunsviga, Nassovia, Bremensia und Hildesia. Diese Information wird gestützt durch ein Mensurbild des Göttinger SC aus dem Jahre 1837, das eine Mensur Bremensia gegen Nassovia zeigt, wobei unter den Spektanten nur die Vertreter dieser vier Corps zu sehen sind.
Im Jahre 1830 fand im Göttinger SC das Duell Ketteler–Lohmann, statt, ein Duell auf Korbschläger, das zwischen den damaligen Göttinger Studenten Wilhelm Emmanuel von Ketteler und Friedrich Wilhelm Theodor Lohmann ausgetragen wurde. Es handelte sich dabei um den einzigen Zweikampf mit Waffen, in den mit Ketteler ein (späterer) römisch-katholischer Bischof verwickelt war. Ketteler erhielt eine Verletzung an der Nase, deren Folgen lebenslang sichtbar blieben. Obwohl von Ketteler wegen des Duells verurteilt wurde und die Haftstrafe im Karzer absaß, hatte dies keine nachteiligen Auswirkungen für seine Karriere als Priester und Politiker. Er kommentierte später diese Zeit mit den Worten: „Gewiß war ich ein flotter Student, aber vor Dingen, deren ich mich vor der Welt zu schämen hätte, hat mich Gott bewahrt.“ Ein für den Göttinger SC als wichtig erachtetes Ereignis war die Studienzeit Otto von Bismarcks, der von Mai 1832 bis September 1833 in Göttingen weilte. In dieser Zeit war er Mitglied des Corps Hannovera und damit des Göttinger SC. Bis heute spinnen sich zahlreiche Anekdoten um diese Zeit.

### Gründung des KSCV
Der SC zu Göttingen war führend an der Gründung des Kösener Senioren-Convents-Verbandes (KSCV) im Jahre 1848 beteiligt.
In der Zeit des Nationalsozialismus bestanden von den sieben Göttinger Corps Hannovera, Brunsviga, Teutonia und Hercynia auch im Wintersemester 1935/36 noch einige Zeit, um den Corpsburschen die restlichen Mensuren zu ermöglichen. Ein Versuch der Hannoveraner und Braunschweiger, sich unter Beitritt zum Ring farbentragender Korporationen wieder aufzutun, scheiterte daran, dass die Universität nun für eine Korporation mindestens 12 Aktive verlangte. Karl Weißleder von den Göttinger Nassauern war über viele Jahre Paukarzt des Göttinger Senioren-Convents.

### Nach dem Zweiten Weltkrieg
Am 4. November 1950 fusionierten die beiden Göttinger Corps Teutonia und Hercynia zur neuen Teutonia-Hercynia, die die Mützenfarben beider Ausgangscorps auf weiß zu einem neuen Couleurband vereinigte (rot-grün über breitem weißen Grund). Das neue Corps bezog das Corpshaus der Hercynia am Nikolausberger Weg und ist Mitglied im Magdeburger Kreis.
Am 1. August 1959 gründeten 210 Alte Herren (Philister) von elf deutsch-baltischen Studentenverbindungen aus Dorpat, Riga, Moskau und St. Petersburg in Göttingen die Curonia Goettingensis und bezogen sich damit auf die frühere Präsenz verschiedener kurländischer Corps im Göttinger SC. Das neue Corps wurde Mitglied im SC und damit auch im KSCV. Die Curonia Goettingensis pflegt bis heute im Göttinger SC die speziellen baltischen Studententraditionen. Die Curonia trägt die Farben grün-blau-weiß, die von allen Corps mit Namen Curonia an allen deutschen Universitäten des 19. Jahrhunderts getragen wurden.

## Mensurbilder aus dem Göttinger SC

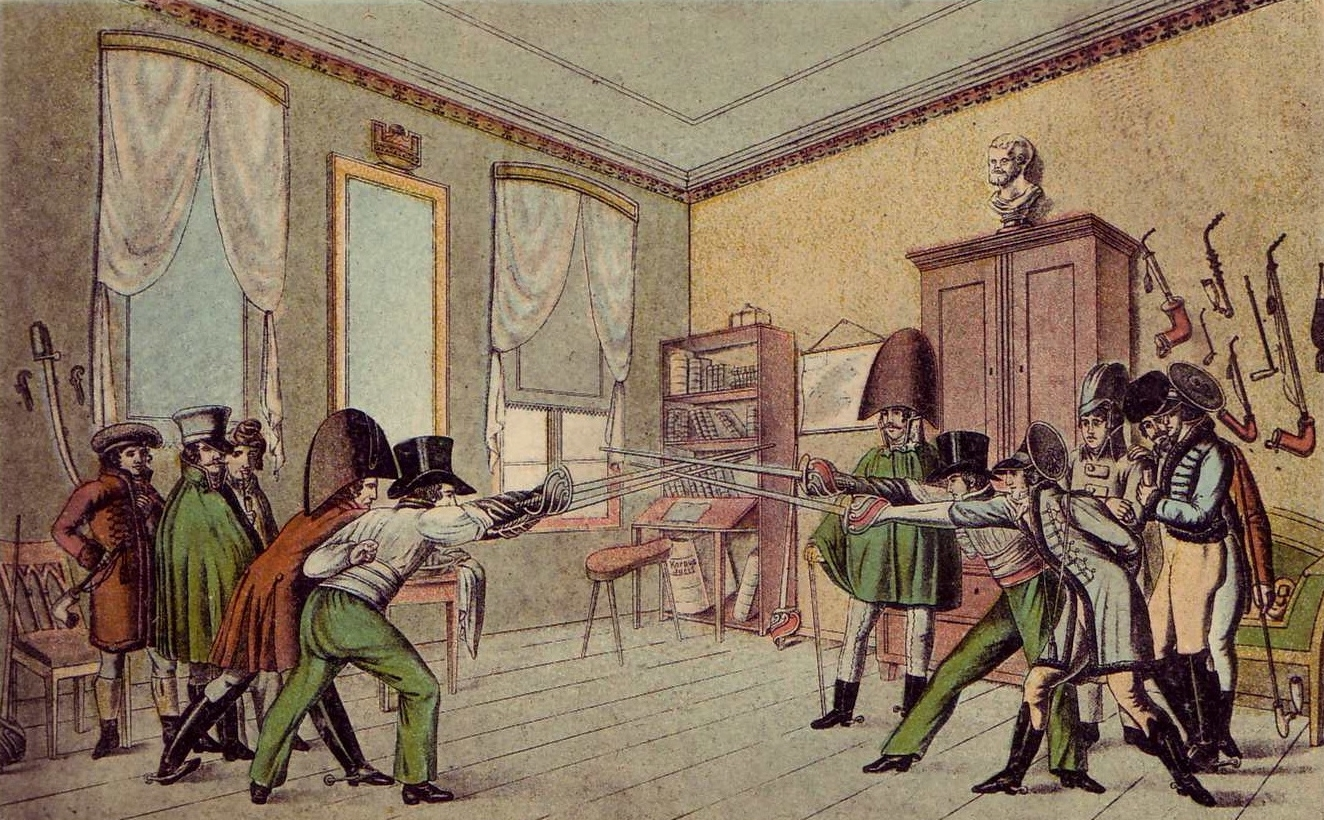
1808
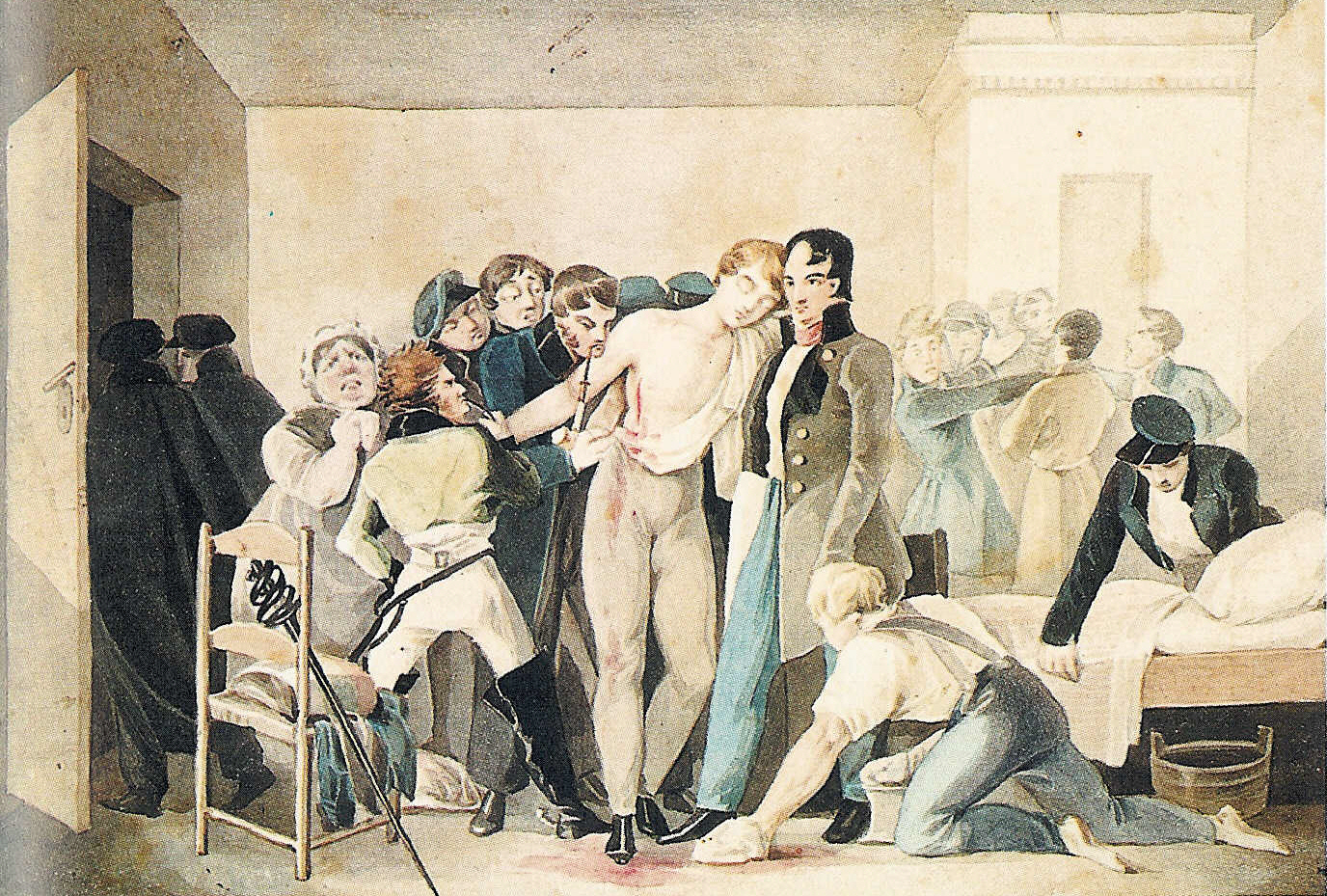
„Die Abfuhr“ 1818
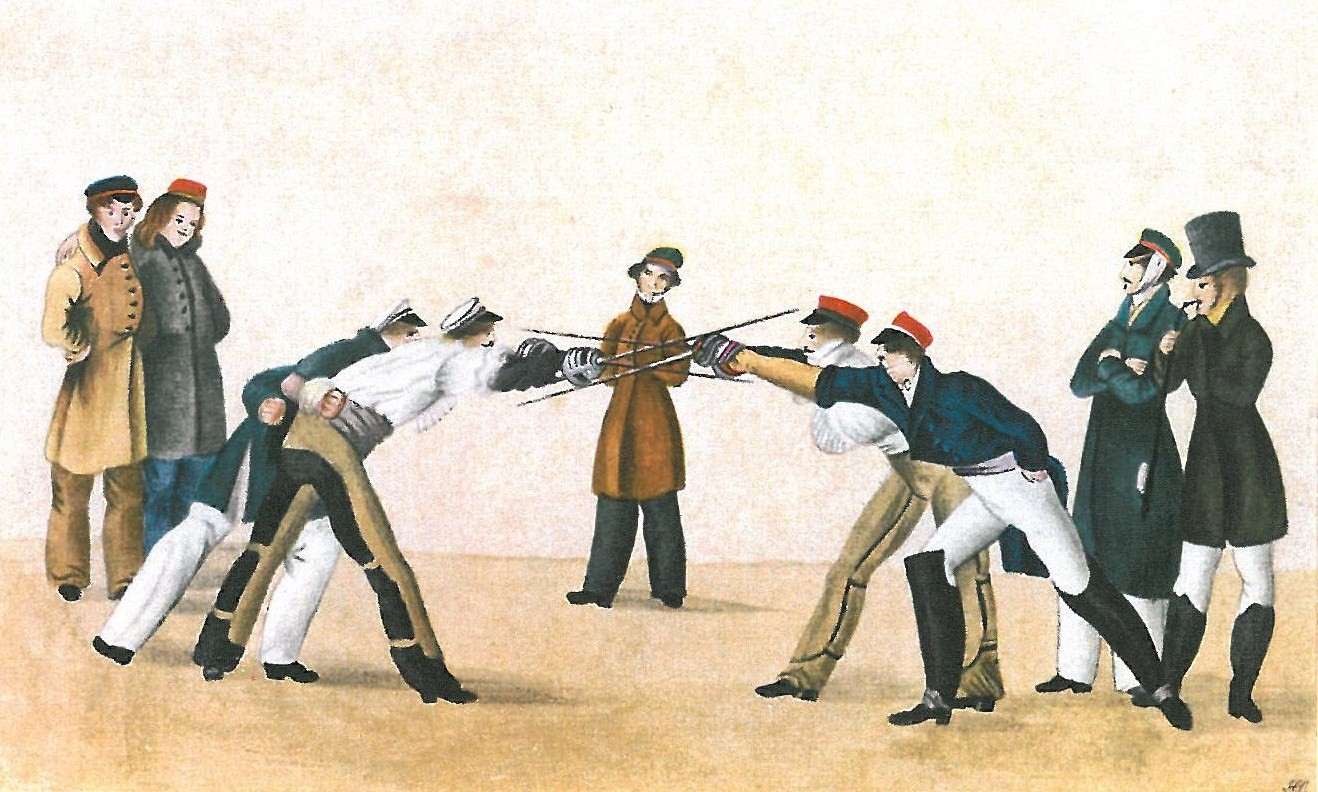
1823
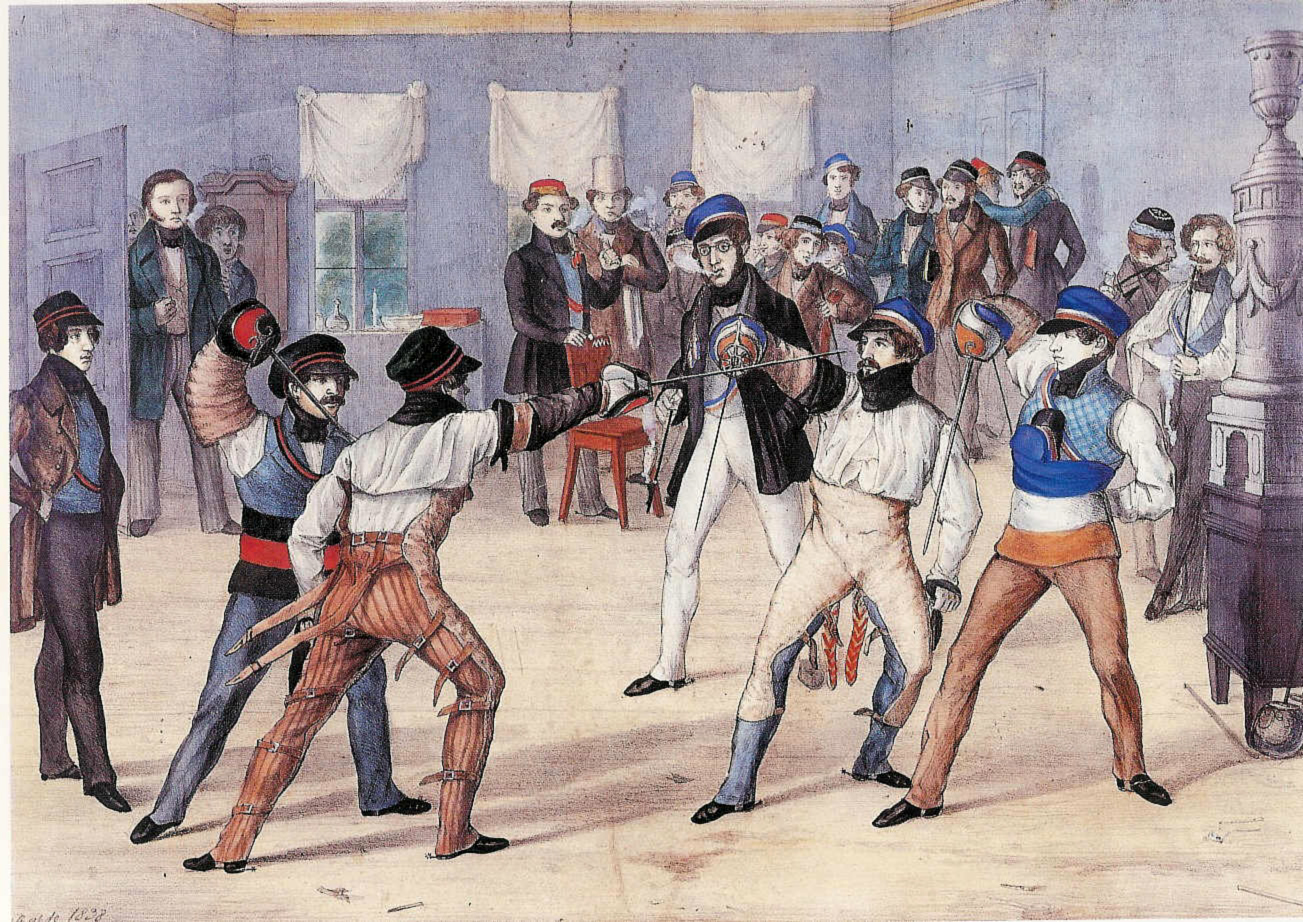
1837
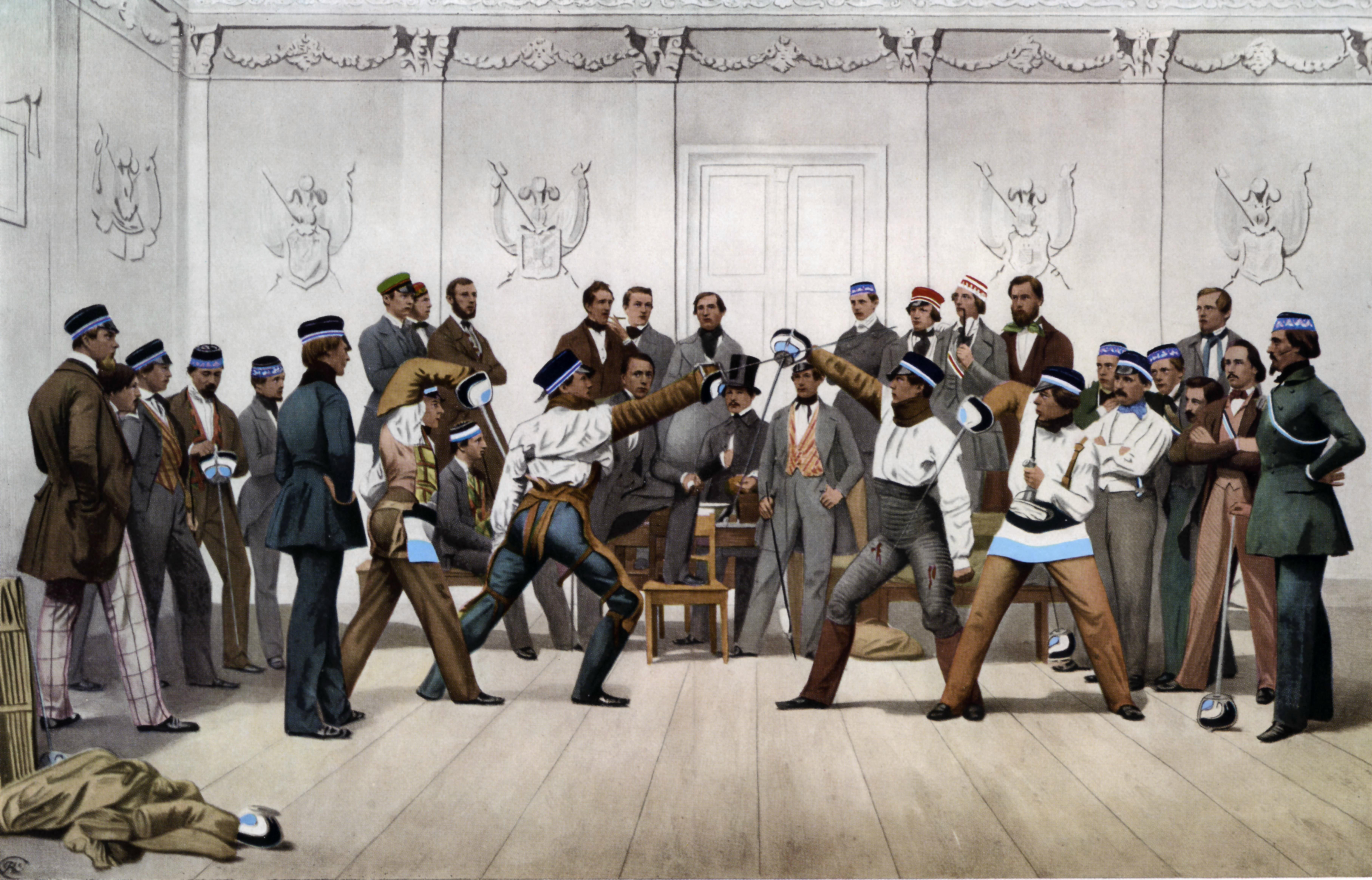
1847
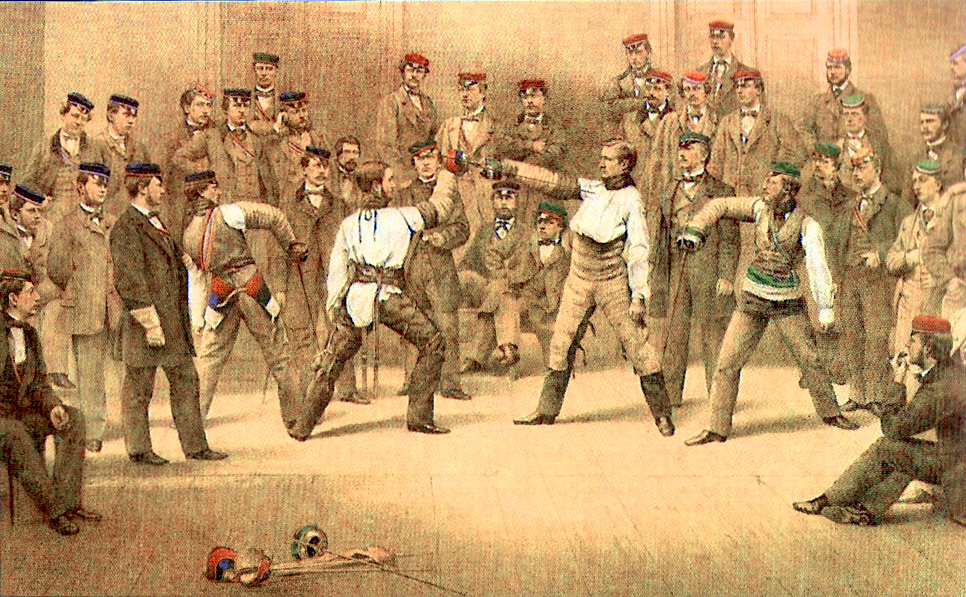
1862

## Corpshäuser des Göttinger SC von 1910

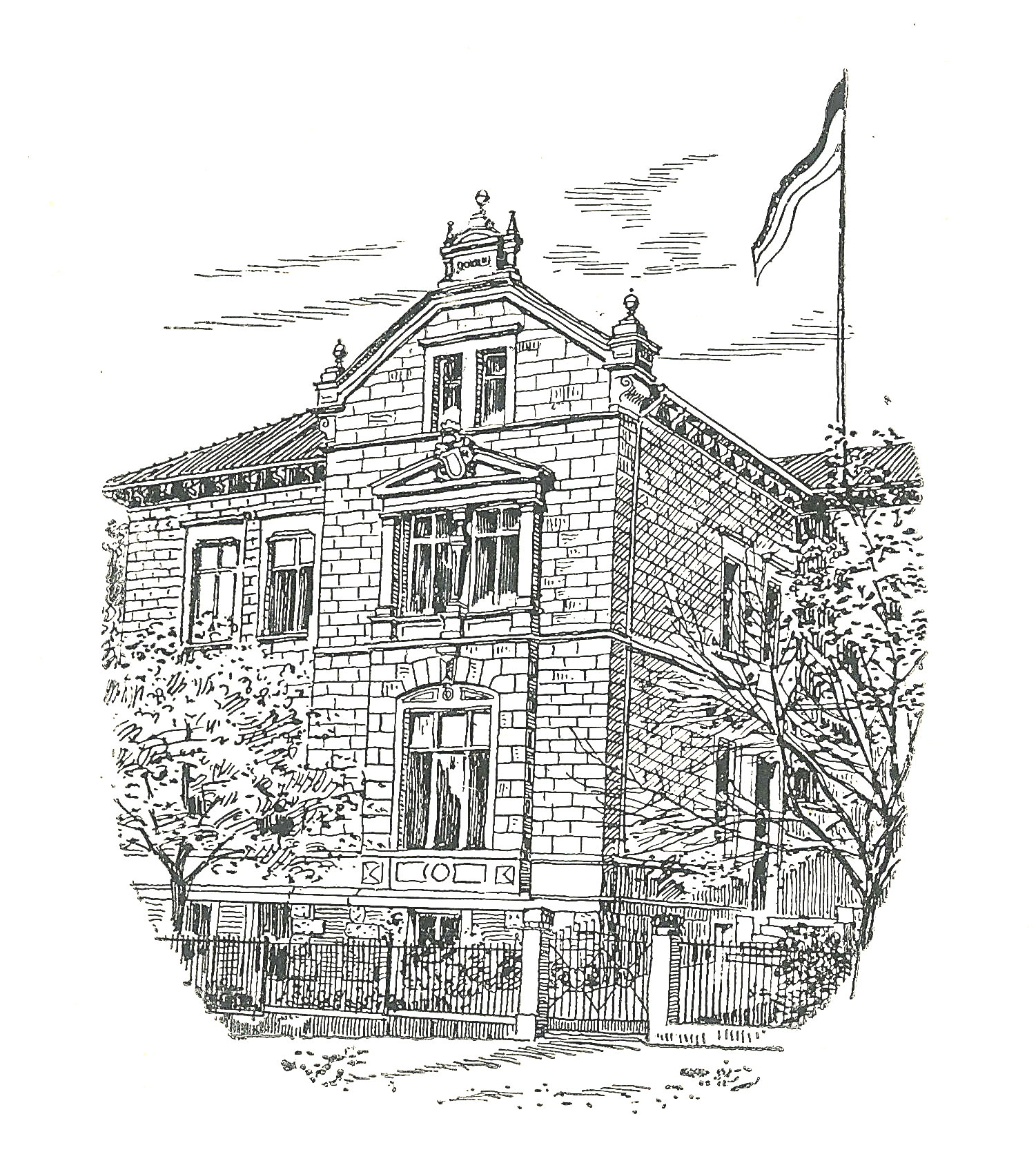
Altes Corpshaus der Saxonia am Theaterplatz 5, 1910
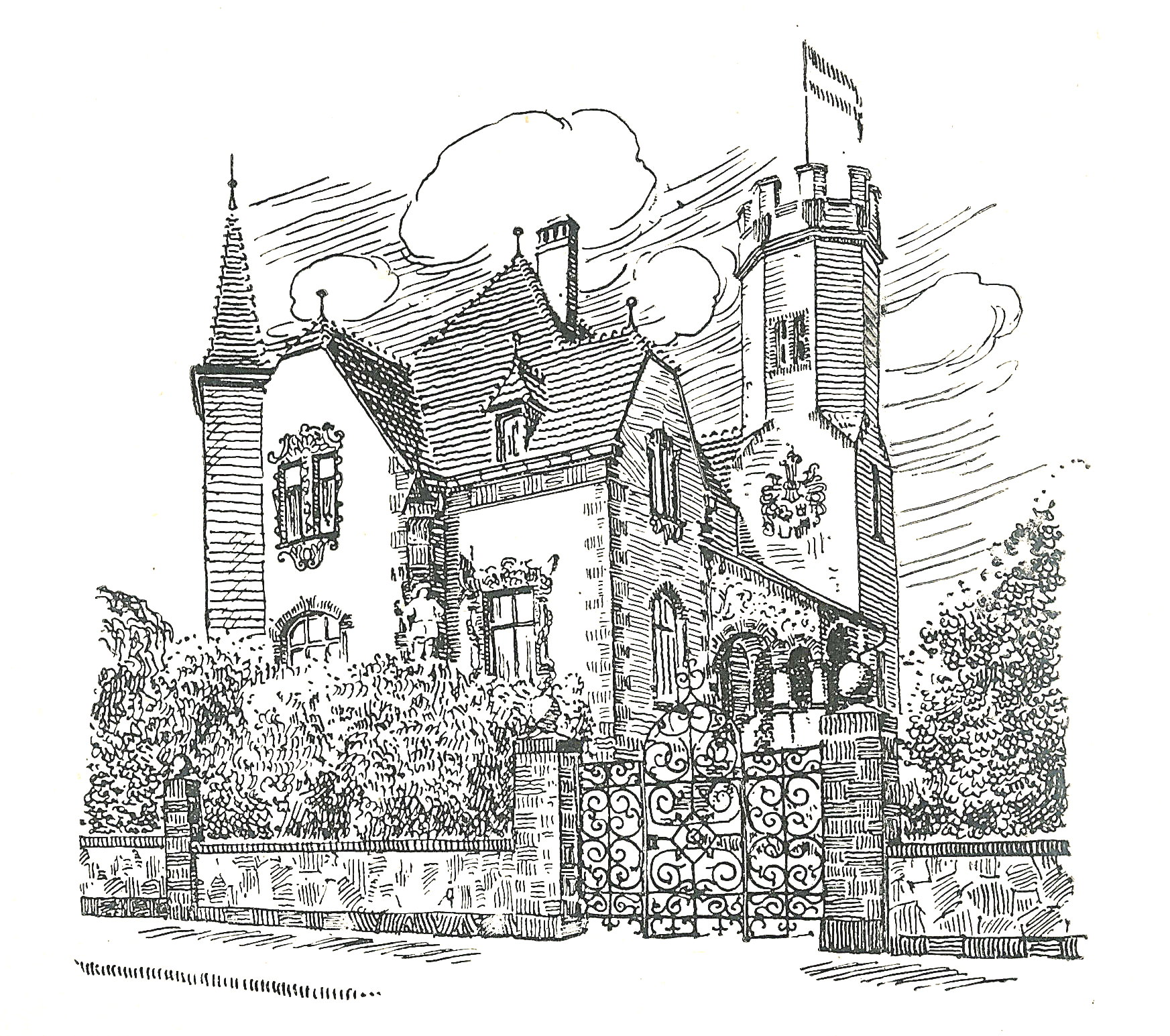
Zeichnung des Corpshauses der Hannovera (vor 1910)
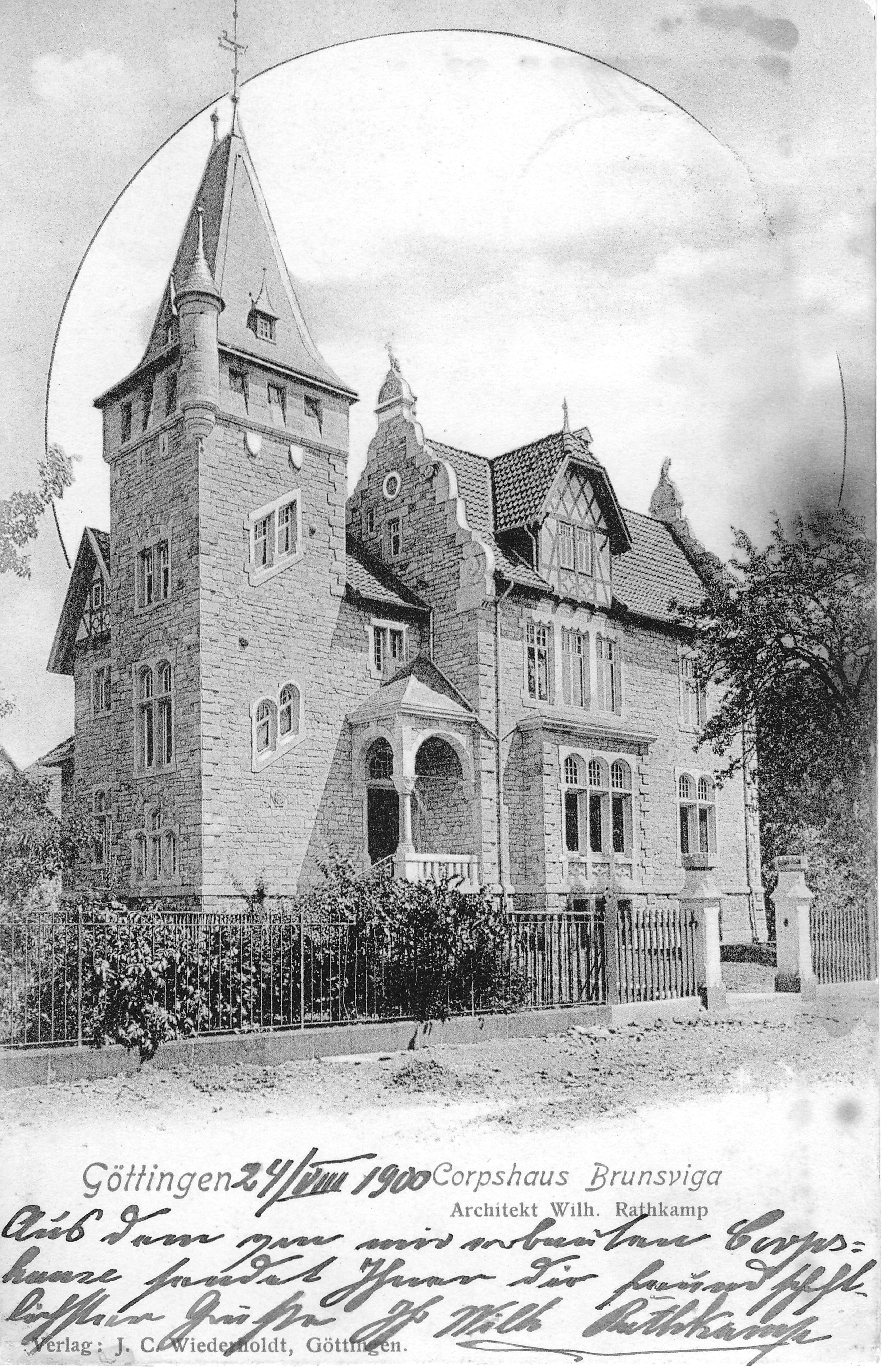
Postkarte des Braunschweigerhauses von 1900 mit persönlichen Grüßen des Architekten
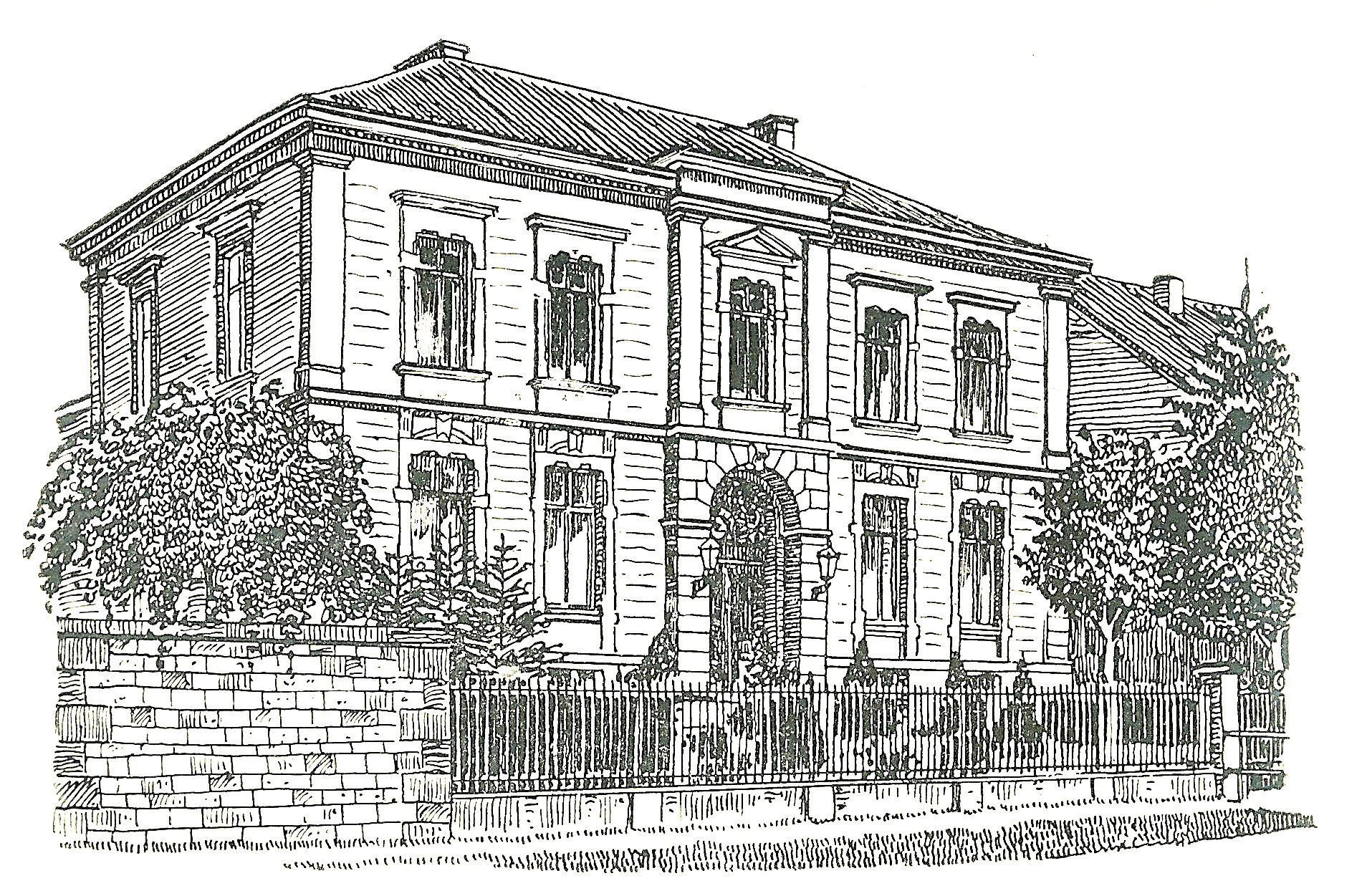
Haus des Corps Bremensia Göttingen, Reinhäuser Landstr. 23 (Architekt Heinrich Gerber)
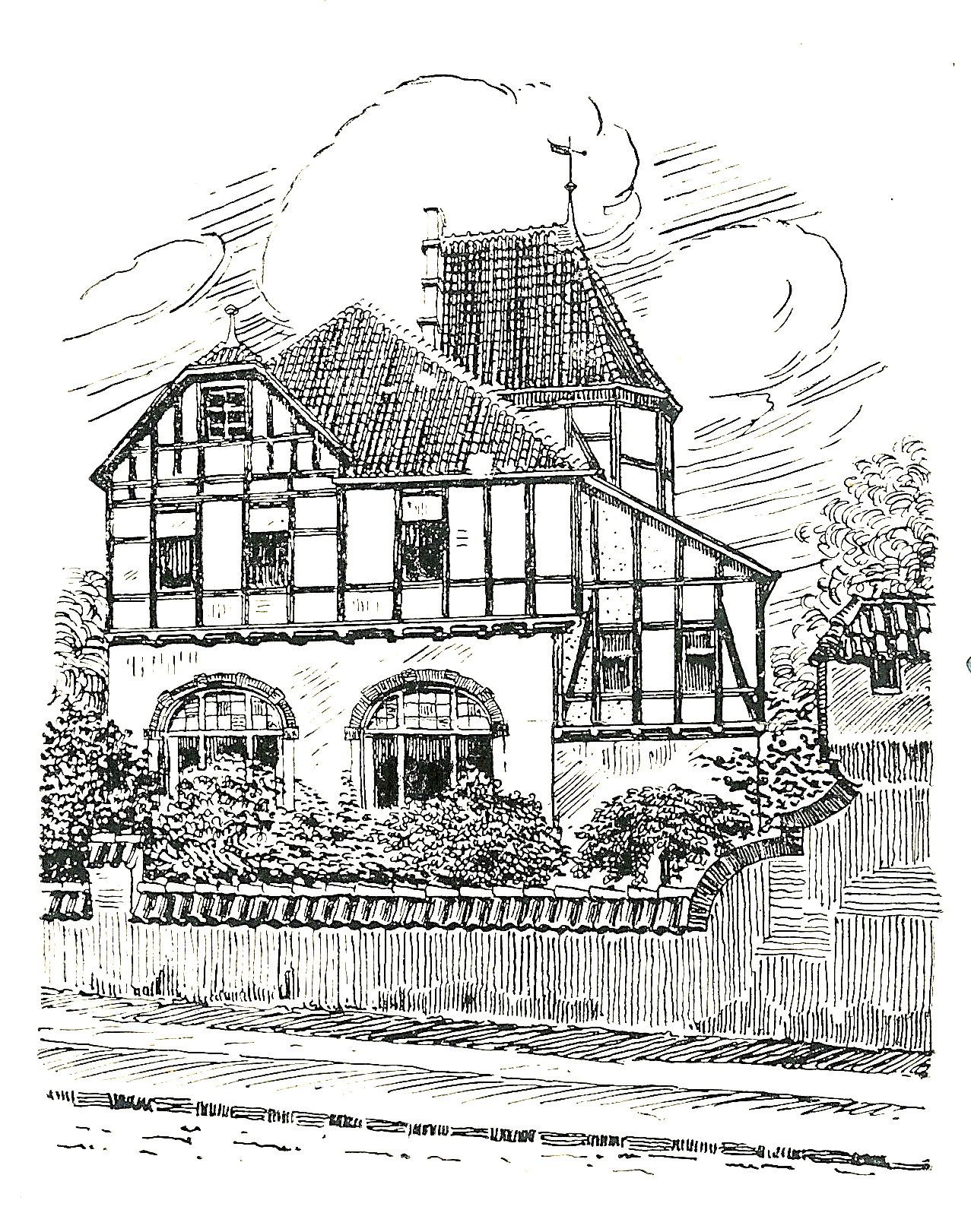
Corpshaus der Hildeso-Guestphalia um 1910
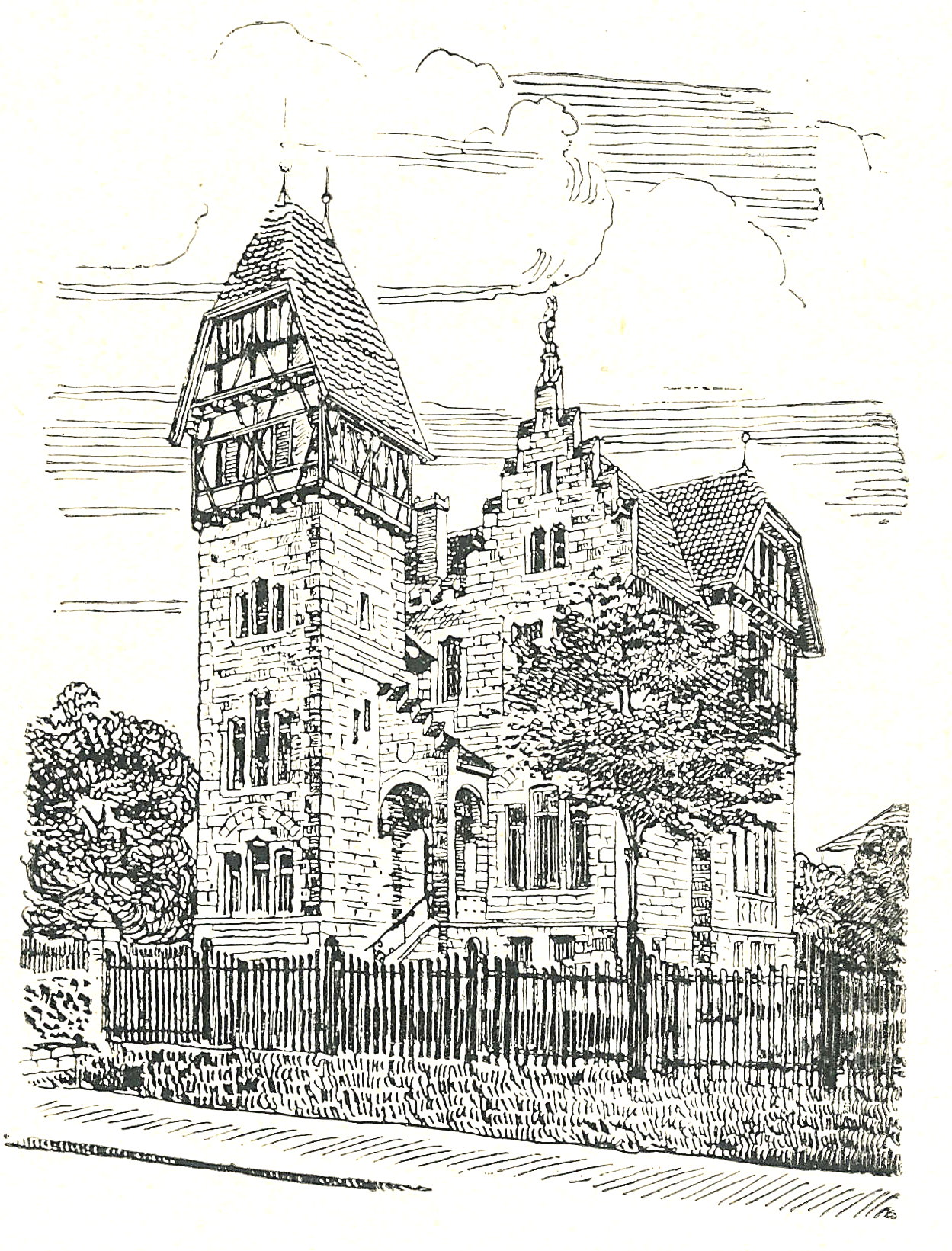
Altes Haus des Corps Hercynia, heute Corpshaus der Teutonia-Hercynia
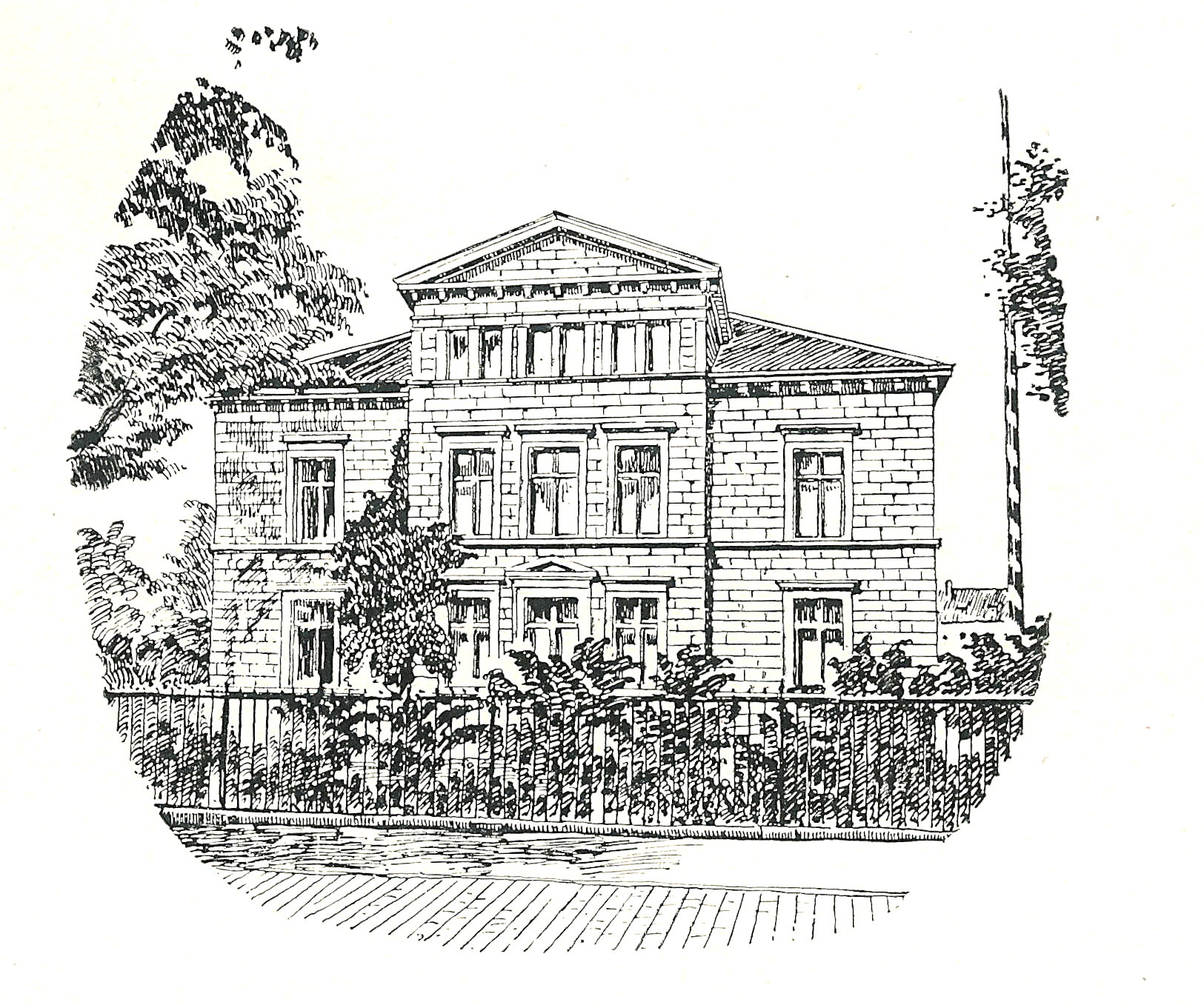
Früheres Haus des Corps Teutonia Göttingen, Reinhäuser Landstraße 26

## Heutiger SC
Nach Anciennität
- Corps Hannovera Göttingen
- Corps Brunsviga Göttingen
- Corps Saxonia Göttingen
- Corps Teutonia-Hercynia Göttingen[15]
- Corps Hildeso-Guestphalia Göttingen
- Corps Curonia Goettingensis

Das Corps Agronomia Hallensis zu Göttingen hat im SC Sitz und Stimme, stimmt jedoch als Corps im WSC bei Anträgen zum oKC nicht mit ab.
Studentische Fechtwaffe: Korb. Chargenzeichen xxx, xx, x.